# Louis-Hugues Vincent
Louis-Hugues Vincent (31 de agosto de 1872 - 30 de diciembre de 1960) fue un arqueólogo francés y monje dominico. Se educó en la Escuela Bíblica de Jerusalén. Llevó a cabo investigaciones arqueológicas importantes en la región de Palestina, sobre todo durante el Mandato Británico de Palestina.

## Biografía
Nació en 1872 en la comuna de Vernioz, departamento de Isère, cerca de Lyon. Tras finalizar su noviciado como dominico, en 1891, fue a la Escuela Bíblica de Jerusalén, fundada un año antes por Joseph-Joseph Lagrange. Vincent permaneció en este lugar toda su vida, con la excepción de sus dos largas estancias en Francia durante las guerras mundiales.
Estudió en la Escuela Bíblica y fue ordenado sacerdote católico. Pronto se convirtió en uno de los mejores académicos en el campo de la arqueología bíblica, incluyendo cerámicas y objetos antiguos, y en la literatura arqueológica de esta escuela. Conoció todos los sitios arqueológicos de Tierra Santa.
Llevó a cabo excavaciones con el sacerdote Roland de Vaux en Tirzah, en la Ribera Occidental.
Entre 1931 y 1937 él y la madre superiora Godeleine dirigieron las excavaciones bajo el Convento de Nuestra Señora de Sion y la Basílica de Ecce Homo. Encontraron un pavimento romano que se consideró el Enlosado, en hebreo Gábata, donde estuvo Jesús.
Publicó muchos artículos en la Revue Biblique, de la cual fue editor jefe entre 1931 y 1938.
Su tumba está en la Ciudad Vieja de Jerusalén, en el patio del convento dominico cercano a la Puerta de Damasco.

## Reconocimientos
- Legión de Honor de Francia.
- Miembro honorario de la Academia de Inscripciones y Lenguas Antiguas de Francia.
- Miembro honorario de la Academia Británica.
- Miembro de la Orden del Imperio Británico.
- Cruz de la Orden de Leopoldo de Bélgica.

## Libros
- Reciente expedición sobre Canaán. París. J. Gabalda, 1907.
- Bajo Jerusalén: Descubrimientos en la Colina de Ophel. 1909-1911. 1911. Londres. H. Cox. (Jérusalem sous terre).
- Belén: el Santuario de la Natividad. 1914. Universidad de Toronto (con el sacerdote Félix-Marie Abel).
- Jerusalén: investigaciones topográficas, arqueológicas e históricas. París. J. Gabalda, 1912-1926.
- Cerámica de Palestina. París. Champion. 1923.
- Hebrón, el Haram el-Khalîl. 1923. París. Ernest Leroux.
- Santa Ana y los santuarios de las afueras de la ciudad: historia monumental de la nueva Jerusalén. París. Lecoffre. 1926.
- Emaús: su basílica y su historia. 1932. París. Ernest Leroux (con el sacerdote Félix-Marie Abel).
- Mémorial Lagrange. 1940.
- El Santo Sepulcro de Jerusalén: esplendor, miseria, esperanza. Bérgamo. Instituto Italiano de Artes Gráficas. 1949. Editado en francés como Historia de la Basílica del Santo Sepulcro.
- Jerusalén y el Antiguo Testamento. 1954. (con la colaboración gráfica de Marie-Joseph Steve)